# René Lafosse
Pour les articles homonymes, voir Lafosse (homonymie).
René Lafosse, né le 13 mai 1920 à Flers-lez-Lille et mort le 13 octobre 1990 à Croix, est un coureur cycliste français.

## Biographie
En 1939 et de 1943 à 1947, il court pour l'équipe cycliste Peugeot.

## Palmarès
- 1937
  - 2e du championnat de France sur route amateurs
- 1945
  - 2e du championnat de France sur route amateurs
  - 2e du Grand Prix des Flandres françaises
- 1946
  - Grand Prix de Fourmies
- 1948
  - 2e de Tourcoing-Dunkerque-Tourcoing
  - 2e du Circuit du Port de Dunkerque
- 1950
  - 2e du Grand Prix des Flandres françaises
- 1951
  - 2e du Grand Prix des Flandres françaises